# Zemětřesení v Gölcüku (1999)
Zemětřesení v Gölcüku bylo zemětřesení o síle 7,6 stupně Richterovy škály, které se odehrálo 17. srpna 1999 a trvalo 37 sekund. V důsledku zemětřesení zahynulo více než 17 tisíc lidí. Zranění utrpělo zhruba 43 až 48 tisíc lidí. Jednalo se o největší katastrofu v Turecku od konce druhé světové války.

## Česká pomoc
Příslušníci 6. polní nemocnice, kteří v Turecku působili od 23. srpna do 31. října 1999, ošetřili 8 251 pacientů.